# Округ Лејк (Мичиген)
Округ Лејк (енгл. Lake County) је округ у америчкој савезној држави Мичиген.

## Демографија
По попису из 2010. године број становника је 11.539, што је 206 (1,8%) становника више него 2000. године.
| Група             | 2000.         | 2010.         |
| Белци             | 9.511 (83,9%) | 9.897 (85,8%) |
| Афроамериканци    | 1.266 (11,2%) | 1.058 (9,2%)  |
| Азијати           | 17 (0,2%)     | 17 (0,1%)     |
| Хиспаноамериканци | 191 (1,7%)    | 243 (2,1%)    |
| Укупно            | 11.333        | 11.539        |